# Pionierskaja (stacja metra w Moskwie)
Pionierskaja (ros. Пионерская – Pionierska) – stacja moskiewskiego metra linii Filowskiej (kod 063), położona w rejonie Fili-Dawydkowo w zachodnim okręgu administracyjnym Moskwy. Wyjścia prowadzą na ulicę Małaja Filowskaja (pod którą stacja się znajduje).

## Konstrukcja i wystrój
Stacja jest naziemna, posiada jeden peron. Położona jest pod ulicą Filowską, kolumny stacji stanową podporę dla wiaduktu samochodowego, resztę stacji osłania dodatkowe zadaszenie. Westybule i pojedynczy rząd kolumn na stacji pokryto białym marmurem. Peron został odlany jako jednorodna płyta betonu. Oświetlenie przymocowano do tłoczonego sufitu.